# Louis Charles Vincent Le Blond de Saint-Hilaire
Pour les articles homonymes, voir Le blond et Saint-Hilaire.
Louis Charles Vincent Le Blond de Saint-Hilaire, né le 4 septembre 1766 à Ribemont dans l'Aisne et mort le 5 juin 1809 à Vienne, en Autriche, est un général français de la Révolution et de l’Empire.

## Biographie
Fils d'un capitaine de cavalerie, il est destiné par celui-ci à la carrière militaire. Aussi entre-il  comme cadet au régiment de Conti-Cavalerie le 13 septembre 1777. Volontaire au régiment Aquitaine-infanterie le 7 novembre 1781, il s'embarque pour les Antilles et il y reste jusqu'en 1785. Porte-drapeau le 11 avril 1783, sous-lieutenant le 16 septembre 1783, lieutenant en second le 1er juin 1788 et capitaine le 1er juillet 1792. En 1792 et 1793, il sert à l'armée des Alpes ainsi qu'au siège de Toulon. Il est nommé provisoirement adjudant-général chef de bataillon par les représentants du peuple près les armées et département du Midi le 27 décembre 1793. 
À l'armée d'Italie à partir de 1794, il participe à l'expédition d'Oneille le 5 avril 1794. Affecté à la division du général Laharpe, il commande le détachement qui s'empare de Jourdan Coupe-Tête le 23 avril suivant. Il est nommé provisoirement adjudant-général chef de brigade par les représentants du peuple près les armées d'Italie et des Alpes le 3 décembre 1794. Confirmé dans son grade le 13 juin 1795, il défend le poste du petit Gibraltar le 19 septembre suivant. Le 26 septembre 1795, il est promu provisoirement général de brigade par les représentants du peuple près l'armée d'Italie, et il est blessé d'un biscaïen qui lui emporte deux doigts à la main gauche à la bataille de Rocca Barbarena le 24 novembre 1795. 
Le 24 décembre 1795, il commande la 3e brigade de la division du général Laharpe, et en mars 1796, il laisse sa brigade au général Cervoni pour aller prendre les eaux à Digne. De retour le 2 juillet 1796, il est affecté à la division Masséna puis à la division Augereau le 6 juillet et à la division Sauret fin juillet 1796. Il est vainqueur à Gavardo le 4 août 1796, il se trouve à la bataille de Castiglione le 5 août, s'empare de la Rocca d'Anfo le 7 août et le 2 septembre il commande l'avant-garde de la division Vaubois, il participe aux batailles de Bassano le 8 septembre, La Favorite et Saint-Georges le 15 septembre où il est blessé aux jambes par un boulet et un coup de biscaïen. Il est confirmé dans son grade le 25 septembre 1796, et le 7 janvier 1797 il commande à Lodi. 
Le 11 mars 1797 il est employé dans la division Kilmaine laissée en Italie, et le 16 mai 1798, il commande à Toulon les dépôts des corps de l'armée d'Orient et le département du Var. Le 14 octobre 1799, il commande provisoirement la 8e division militaire à Marseille, et il est élevé au grade de général de division le 27 décembre 1799. Le 15 mai 1800, il rejoint Suchet à la tête des gardes nationales du Var et des Bouches-du-Rhône, et le 12 novembre, il commande la 15e division militare à Rouen où il lutte contre la Chouannerie. Le 31 août 1803, il commande la 1re division du camp de Saint-Omer, et il est fait grand-officier de la Légion d'honneur le 14 juin 1804, après le couronnement de Napoléon Ier. 
Le 29 août 1805, il passe à la 1re division du 4e corps d'armée de Soult, il fait la campagne d'Allemagne et participe notamment à la bataille d'Austerlitz le 2 décembre 1805. Il s'y distingue par la prise du plateau de Pratzen aux côtés de la division Vandamme et il est blessé au cours de la bataille. Il est fait grand-aigle de la Légion d'honneur le 26 décembre 1805. Après le traité de Presbourg, toujours en poste en Allemagne, il est chargé par l'Empereur d'exécuter le libraire Johann Philipp Palm, condamné à mort pour être l'auteur d'un pamphlet antifrançais L’Allemagne et son humiliation profonde.
Participant ensuite, toujours dans le corps de Soult, à la campagne de Prusse et de Pologne, il se signale durant les batailles d'Iéna le 14 octobre 1806, de Lübeck et surtout d'Eylau le 8 février 1807. Il participe encore brillamment à la bataille de Friedland le 14 juin 1807. Après les traités de Tilsitt, Saint-Hilaire reste en poste en Allemagne et en 1808, il est fait commandeur de la Couronne de fer. Le 12 octobre 1808, il commande la 1re division de l'armée du Rhin sous Davout, et il est fait comte de l'Empire par lettres patentes du 27 novembre 1808. 

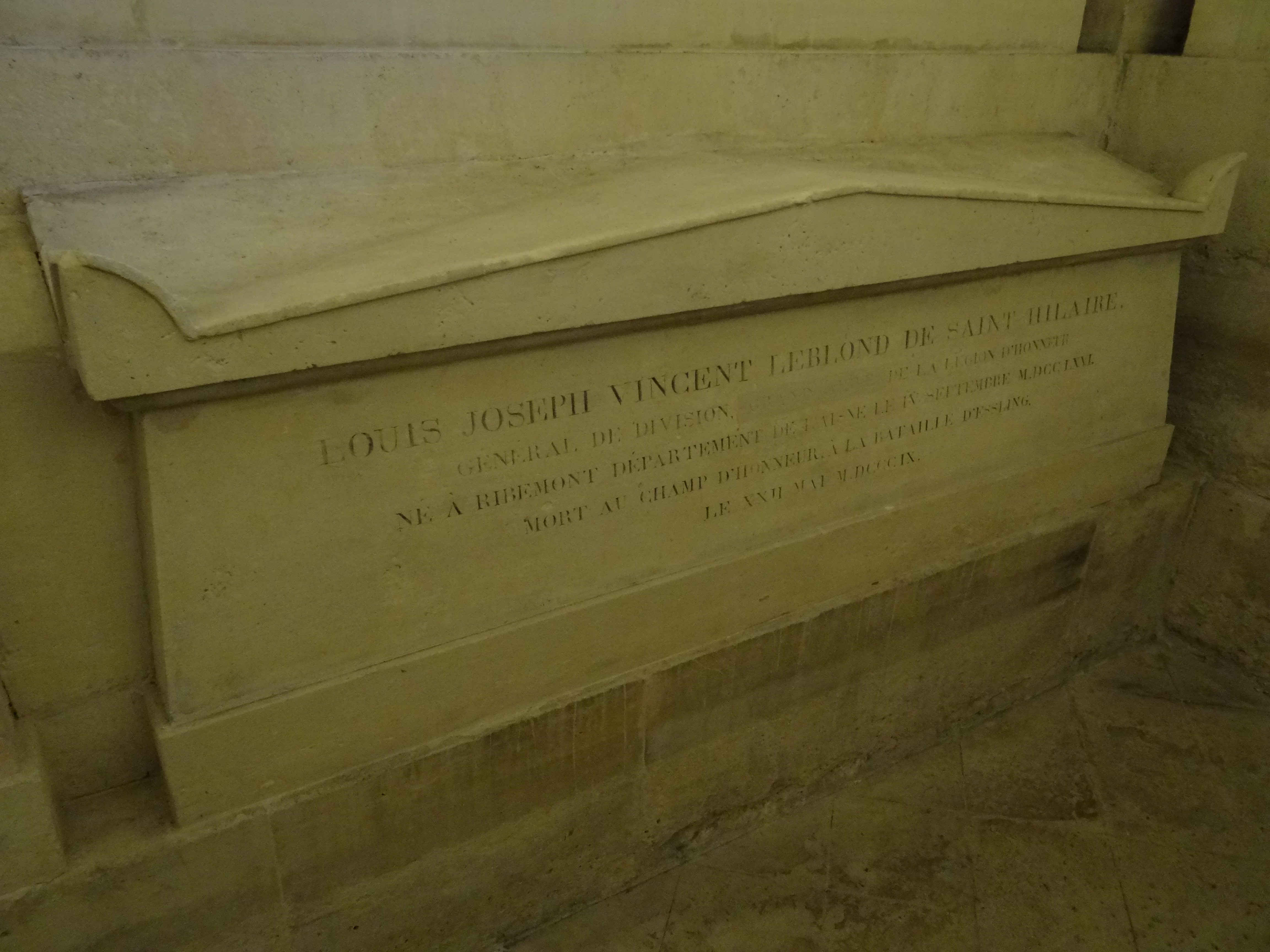
Le tombeau du général de Saint-Hilaire au Panthéon.

Le 30 mars 1809, il participe à la campagne d'Autriche comme commandant de la 3e division du 2e corps du maréchal Lannes, il sert à Teugen le 19 avril, à Abensberg le 20 avril, à Eckmühl le 22 avril, à Ratisbonne le 23 avril, et il a le pied gauche emporté par un boulet à la bataille d'Essling le 22 mai. Transporté dans l'île de Lobau puis à Vienne où il est amputé de la jambe, il meurt des suites de cette opération le 5 juin 1809. Napoléon Ier fit déposer son corps au Panthéon avec celui du maréchal Lannes, mort durant la même bataille.

## Château de Soisy

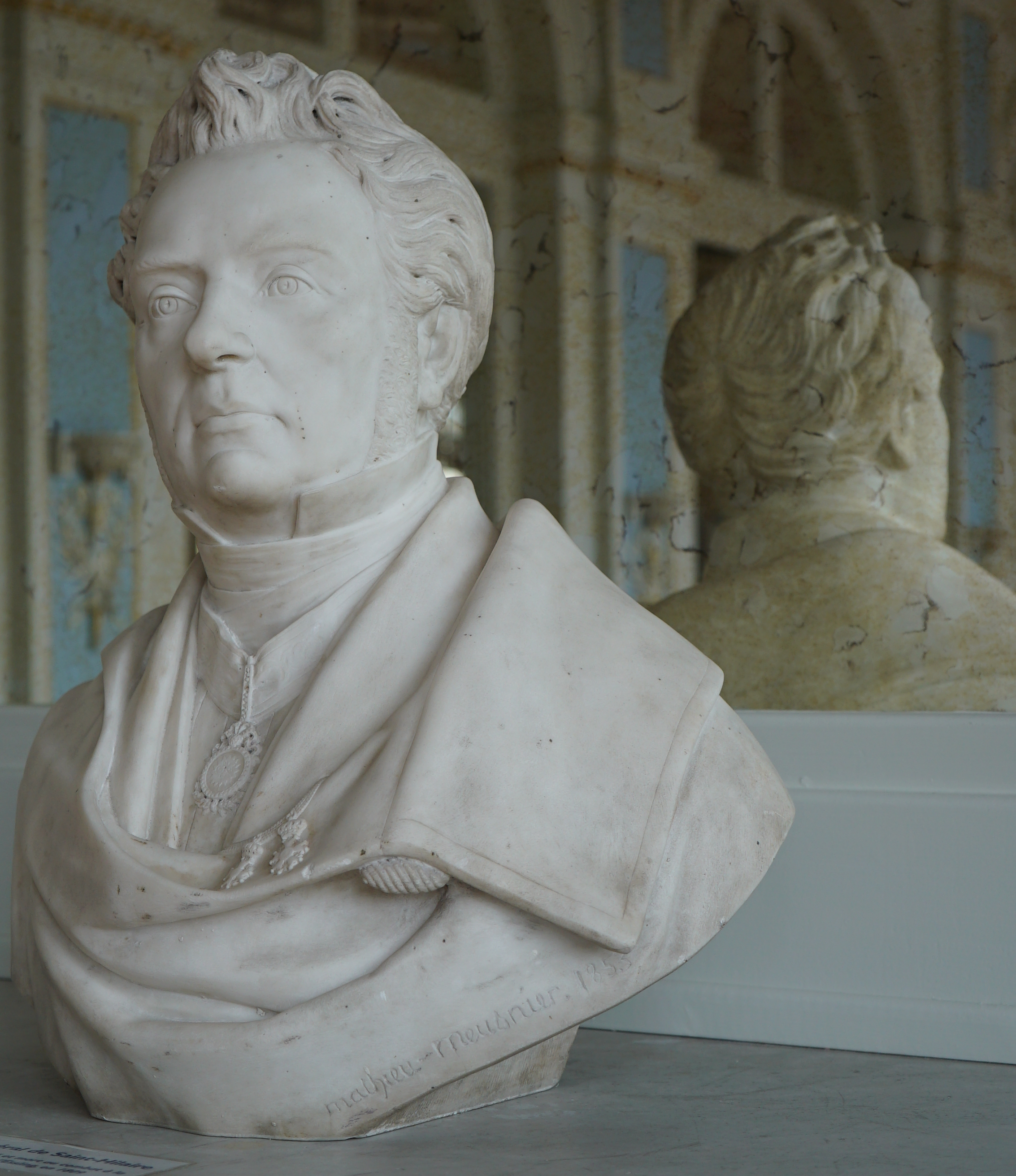
Buste du général Saint-Hilaire en l'hôtel de ville de Laon.

Il fait construire un château que l'on peut visiter à Soisy-sur-Seine. Cette propriété fut considérablement modifiée et agrandie par une congrégation de religieux assomptionnistes qui en firent un établissement de formation primaire et secondaire plus connu sous le vocable d'« école Saint-Charles ». Le site, d'une superficie de 8 hectares, comprend le dit château construit par le général Le Blond de Saint-Hilaire et qu'occupa Désirée Clary, future épouse du Bernadotte avant que celui-ci ne devienne roi de Suède et de Norvège, et est divisé en bâtiments de formation, d'hébergement, de restauration et d'administration.